# نقولا نحاس
نقولا كميل نحاس (و. 1946)، هو اقتصادي لبناني ونائب حالي في البرلمان اللبناني ووزير الاقتصاد والتجارة في حكومة نجيب ميقاتي التي شكلت في 13 حزيران 2011.

## حياته
ولد نقولا كميل نحاس في طرابلس عام 1946. متأهل من أنطونيت حيدر ولهما ثلاثة أولاد: كريستيان، كميل، ومارك. حائز شهادة في الهندسة المدنية من جامعة القديس يوسف في لبنان سنة 1972. ونال شهادة الدراسات العليا في إدارة الأعمال من جامعة هارفرد في العام 1992. مؤسّس (EDAFI VALUE PARTNERS)، المدير التنفيذي الرئيسي لشركة سبلين للترابة وللإسمنت. تبوأ عدة مناصب في شركة أميانتيت السويسرية - لعب دوراً فاعلاً في الحياة الاقتصادية العامة في لبنان لكونه نائباً لرئيس جمعية رجال الأعمال اللبنانيين من 1991 إلى 1995، وعضواً في مجلس جمعية الصناعيين اللبنانيين من 1992 إلى 2002 - وفي عام 2010 تمّ انتخابه نائباً للرئيس في هذه الجمعية. تمّ تعيينه مستشارا اقتصاديا لرئيس الحكومة نجيب ميقاتي خلال حكومته في 2005. نائب رئيس جمعية الصناعيين اللبنانيين. عضو في مجالس إدارات شركات عدة لبنانية وعربية وأجنبية. ممثل جمعية الصناعيين في مجلس إدارة الصندوق الوطني للضمان الاجتماعي.